# 網絡化控制系統
網絡化控制系統（Networked Control System）是指控制迴路的元件透過通訊网络交換資料的控制系統。其特徵是控制系統的命令及回授是在網路中以封包的方式傳送。

## 簡介
典型網絡化控制系統的功能是由以下四種基本組件構成：
1. 传感器：獲取資訊
2. 控制器：提供決策及命令
3. 执行器：執行控制命令
4. 通信網絡：進行信息的交换

網絡化控制系統最重要的特徵是連結了網路空間及實體空間，因此可以在長距離下執行許多任務。而且，網絡化控制系統的訊號都透過共用的網路（及線材）傳輸，省去了不必要的配線，減少系統複雜度，也降低了設計及架設系統需要的成本。若要增加传感器、控制器或是执行器來調整或是更新系統，也可以用較低的成本達到，而且不會更動系統的主架構。網絡化控制系統的最大特點是各控制器可以有效率的分享資料，因此可以在大實體空間內整合整體資訊，做出明智的決策。
網絡化控制系統可以用在許多的領域中，例如太空及陸地的勘探、進入危險區域及相關作業、工廠自動化、遠端診斷及故障排除、實驗性設備、家用機器人、飛機、車輛、工廠監控、看護中心以及遠端作業等。不過網絡化控制系統可以應用的場合很多，真正實際應用的案例不多。

### 通訊網類種類
- 現場總線，例如CAN、LON等
- IP/Ethernet
- 無線網路，像是Bluetooth、ZigBee或是Zwave。這類系統常稱為無線網路控制系統（Wireless Networked Control System）。

### 問題及對策

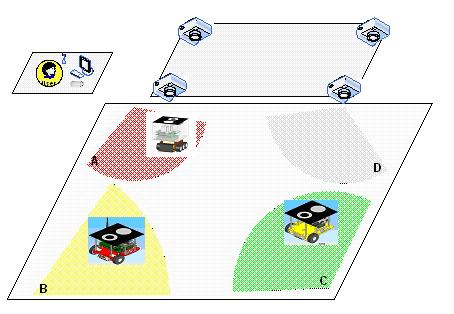
iSpace概念

互聯網的出現、發展，以及網路控制系統的出現吸引了許多研究者的關注。不過網路控制系統在一些重要的議題上也有不少挑戰。其中比較有深入研究的包括新的控制策略、系統致動器的運動學、通訊的可靠性及保安性、頻寬分配、資料通訊協定的發展，對應的錯誤偵測及容錯控制技術、實時資訊收集以及感測器資料的有效處理等。
回授控制回路加入通訊協定會讓控制回路中加入額外的時間延遲，而且可能有封包遺失的可能性，因此網絡化控制系統的分析及設計會變複雜。在一些應用下，時間延遲可能會讓系統的表現顯著的下降。
北加大ADAC實驗室的Y. Tipsuwan及M-Y. Chow為了要減輕時間延遲的影響，提出了Gain Scheduler Middleware方法，應用在iSpace中。喬治亞理工學院的S. Munir及W.J. Book使用史密斯預測器、卡尔曼滤波及能量穩定控制，在網路上進行遠端操作。
K.C. Lee、S. Lee和H.H. Lee使用基因演算法設計網絡化控制系統中使用的控制器。也有其他研究者應用不同的理論進行控制器設計，例如強健控制、最佳隨機控制、模型預測控制、fuzzy邏輯等。
不過分散式網絡化控制系統最關鍵且重要的議題是要滿足系統可靠度及相依性的要求，也要保證系統在其工作範圍內都要有高性能，這部份的複雜性已越來越高。因此網路化的錯誤偵測及診斷技術越來越受關注，而這些也是監控系統性能的核心。

## 延伸閱讀
- D. Hristu-Varsakelis and W. S. Levine (Ed.): Handbook of Networked and Embedded Control Systems, 2005. ISBN 0-8176-3239-5.
- Hespanha, J. P.; Naghshtabrizi, P.; Xu, Y. . Proceedings of the IEEE. 2007, 95 (1): 138–162. doi:10.1109/JPROC.2006.887288.
- Quevedo, D. E.; Nesic, D. . Automatica. 2012, 48 (8): 1803–1811. doi:10.1016/j.automatica.2012.05.046.
- Pin, G.; Parisini, T. . IEEE Transactions on Automatic Control. 2011, 56 (1): 72–87. doi:10.1109/TAC.2010.2051091.
- S. Tatikonda, Control under communication constraints, MIT Ph.D dissertation, 2000. http://dspace.mit.edu/bitstream/1721.1/16755/1/48245028.pdf%5B%5D
- O. Imer, Optimal estimation and control under communication network constraints, UIUC Ph.D. dissertation, 2005. http://decision.csl.uiuc.edu/~imer/phdsmallfont.pdf%5B%5D
- Y. Q. Wang, H. Ye and G. Z. Wang. Fault detection of NCS based on eigendecomposition, adaptive evaluation and adaptive threshold. International Journal of Control, vol. 80, no. 12, pp. 1903–1911, 2007.
- M. Mesbahi and M. Egerstedt. Graph Theoretic Methods in Multiagent Networks, Princeton University Press, 2010. ISBN 978-1-4008-3535-5. https://sites.google.com/site/mesbahiegerstedt/home （页面存档备份，存于）
- Martins, N. C.; Dahleh, M. A.; Elia, N. . IEEE Transactions on Automatic Control. 2006, 51 (3): 438–447. doi:10.1109/tac.2006.871940.
- Mahajan, A.; Martins, N. C.; Rotkowitz, M. C.; Yuksel, S. . Proceedings of the IEEE Conference on Decision and Control: 1291–1306.
- Dong, J.; Kim, J. . International Journal of Control, Automation, and Systems. 2012, 10 (5): 1013–1022. doi:10.1007/s12555-012-0519-x.

## 外部連結
- Advanced Diagnosis Automation and Control Lab (NCSU) （页面存档备份，存于）
- Co-design Framework to Integrate Communication, Control, Computation and Energy Management in Networked Control Systems (FeedNetback Project)